# Ledermanniella
Genre
Ledermanniella est un genre de plantes à fleurs de la famille des Podostemaceae. Son nom rend hommage au botaniste Carl Ludwig Ledermann.

## Liste d'espèces
Selon BioLib (13 août 2017) :
- Ledermanniella abbayesii (G. Taylor) C. Cusset
- Ledermanniella adamesii (G. Taylor) C. Cusset
- Ledermanniella aloides (Engl.) C. Cusset
- Ledermanniella annithomae C. Cusset
- Ledermanniella batangensis (Engl.) C. Cusset
- Ledermanniella cristata (Engl.) C. Cusset
- Ledermanniella digitata (H.E. Hess) C. Cusset
- Ledermanniella fluitans (H.E. Hess) C. Cusset
- Ledermanniella ledermannii (Engl.) C. Cusset
- Ledermanniella tenax (C.H. Wright) C. Cusset
- Ledermanniella thollonii (Baill.) C. Cusset
- Ledermanniella warmingiana (Gilg) C. Cusset

Selon Catalogue of Life (13 août 2017) :
- Ledermanniella abbayesii (G. Taylor) C. Cusset
- Ledermanniella achoundongii (J.J.Schenk, Herschlag & D.W.Thomas) comb. ined.
- Ledermanniella adamesii (G. Taylor) C. Cusset
- Ledermanniella aloides (Engler) C.Cusset
- Ledermanniella annithomae C. Cusset
- Ledermanniella batangensis (Engler) C. Cusset
- Ledermanniella bifurcata (Engl.) C. Cusset
- Ledermanniella boloensis C. Cusset
- Ledermanniella bosii C. Cusset
- Ledermanniella boumiensis C. Cusset
- Ledermanniella bowlingii (J. B. Hall) C. Cusset
- Ledermanniella congolana (Hauman) C. Cusset
- Ledermanniella cristata (Engl.) C. Cusset
- Ledermanniella digitata (H. Hess) C. Cusset
- Ledermanniella fluitans (H. Hess) C. Cusset
- Ledermanniella gabonensis C. Cusset
- Ledermanniella guineensis C. Cusset
- Ledermanniella harrisii C. Cusset
- Ledermanniella jaegeri C. Cusset
- Ledermanniella kamerunensis (Engler) C. Cusset
- Ledermanniella keayi (G. Taylor) C. Cusset
- Ledermanniella ledermannii (Engl.) C. Cusset
- Ledermanniella letestui (Pellegrin) C. Cusset
- Ledermanniella letouzeyi C. Cusset
- Ledermanniella linearifolia Engl.
- Ledermanniella maturiniana Beentje
- Ledermanniella minutissima C. Cusset
- Ledermanniella monandra C, Cusset
- Ledermanniella mortonii C. Cusset
- Ledermanniella musciformis (G. Taylor) C. Cusset
- Ledermanniella nicolasii C. Cusset
- Ledermanniella ntemensis Y.Kita, Koi, Rutish. & M.Kato
- Ledermanniella onanae Cheek
- Ledermanniella paulsitae C. Cusset
- Ledermanniella pollardiana Cheek & Ameka
- Ledermanniella prasina J.J.Schenk & D.W.Thomas
- Ledermanniella pusilla (Warming) C. Cusset
- Ledermanniella pygmaea (Pellegrin) C. Cusset
- Ledermanniella ramosissima Hauman ex C. Cusset
- Ledermanniella raynaliorum C. Cusset
- Ledermanniella sanagaensis C. Cusset
- Ledermanniella schlechteri (Engl.) C. Cusset
- Ledermanniella taylorii C. Cusset
- Ledermanniella tenax (C. H. Wright) C.Cusset
- Ledermanniella tenuifolia (G. Taylor) C. Cusset
- Ledermanniella thalloidea (Engler) C. Cusset
- Ledermanniella thollonii (Baillon) C. Cusset
- Ledermanniella torrei C. Cusset
- Ledermanniella variabilis (G. Taylor) C. Cusset
- Ledermanniella warmingiana (Gilg) C. Cusset

Selon NCBI (13 août 2017) :
- Ledermanniella bifurcata
- Ledermanniella bowlingii
- Ledermanniella keayi
- Ledermanniella letouzeyi
- Ledermanniella linearifolia
- Ledermanniella monandra
- Ledermanniella ntemensis
- Ledermanniella onanae
- Ledermanniella pellucida
- Ledermanniella pusilla
- Ledermanniella sanagaensis

Selon The Plant List (13 août 2017) :
- Ledermanniella aloides (Engl.) C.Cusset
- Ledermanniella bifurcata (Engl.) C.Cusset
- Ledermanniella bosii C. Cusset
- Ledermanniella cristata (Engl.) C.Cusset
- Ledermanniella digitata (H.E.Hess) C.Cusset
- Ledermanniella fluitans (H.E.Hess) C.Cusset
- Ledermanniella ledermannii (Engl.) C.Cusset
- Ledermanniella schlechteri (Engl.) C.Cusset
- Ledermanniella tenax (C.H.Wright) C.Cusset
- Ledermanniella thollonii (Baill.) C. Cusset
- Ledermanniella warmingiana (Gilg) C.Cusset

Selon Tropicos (13 août 2017) (Attention liste brute contenant possiblement des synonymes) :
- Ledermanniella abbayesii (G. Taylor) C. Cusset
- Ledermanniella aloides (Engl.) C. Cusset
- Ledermanniella annithomae C. Cusset
- Ledermanniella batangensis (Engl.) C. Cusset
- Ledermanniella bifurcata (Engl.) C. Cusset
- Ledermanniella boloensis C. Cusset
- Ledermanniella bosii C. Cusset
- Ledermanniella boumiensis C. Cusset
- Ledermanniella cristata (Engl.) C. Cusset
- Ledermanniella digitata (H.E. Hess) C. Cusset
- Ledermanniella fluitans (H.E. Hess) C. Cusset
- Ledermanniella gabonensis C. Cusset
- Ledermanniella ledermannii C. Cusset
- Ledermanniella letestui (Pellegr.) C. Cusset
- Ledermanniella linearifolia Engl.
- Ledermanniella nicolasii C. Cusset
- Ledermanniella onanae Cheek
- Ledermanniella paulsitae C. Cusset
- Ledermanniella prasina J.J. Schenk & D.W. Thomas
- Ledermanniella pusilla (Warm.) C. Cusset
- Ledermanniella pygmaea (Pellegr.) C. Cusset
- Ledermanniella schlechteri (Engl.) C. Cusset
- Ledermanniella tenax (C.H. Wright) C. Cusset
- Ledermanniella tenuifolia (G. Taylor) C. Cusset
- Ledermanniella thollonii (Baill.) C. Cusset
- Ledermanniella variabilis (G. Taylor) C. Cusset
- Ledermanniella warmingiana (Gilg) C. Cusset